# Scottish League Two 2023-2024
La Scottish League Two 2023-2024 è stata la 30ª edizione del torneo e ha rappresentato la quarta categoria del calcio scozzese.
L'ultima squadra disputa uno spareggio a doppio giro contro i vincitori dello spareggio Pyramid tra i campioni della Highland League e della Lowland League, per determinare quale squadra parteciperà nella League Two nella stagione 2024-25.

## Squadre partecipanti
| Squadra         | Città         | Stadio                     | Posizione 2022-2023                                               |
| --------------- | ------------- | -------------------------- | ----------------------------------------------------------------- |
| Bonnyrigg Rose  | Bonnyrigg     | New Dundas Park            | 8º posto                                                          |
| Clyde           | Cumbernauld   | New Douglas Park           | 9º posto in Scottish League One 2022-2023, perdente play-out      |
| Dumbarton       | Dumbarton     | Dumbarton Football Stadium | 2º posto                                                          |
| East Fife       | Methil        | Bayview Stadium            | 4º posto                                                          |
| Elgin City      | Elgin         | Borough Briggs             | 9º posto                                                          |
| Forfar Athletic | Forfar        | Station Park               | 5º posto                                                          |
| Peterhead       | Peterhead     | Balmoor Stadium            | 10º posto in Scottish League One 2022-2023                        |
| Stenhousemuir   | Stenhousemuir | Ochilview Park             | 6º posto                                                          |
| Stranraer       | Stranraer     | Stair Park                 | 7º posto                                                          |
| Spartans        | Edimburgo     | Ainslie Park               | 1º posto in Lowland Football League 2022-2023, vincitore play-off |

## Classifica finale
|  | Pos. | Squadra         | Pt | G  | V  | N  | P  | GF | GS | DR  |
|  | ---- | --------------- | -- | -- | -- | -- | -- | -- | -- | --- |
|  | 1.   | Stenhousemuir   | 68 | 36 | 18 | 14 | 4  | 50 | 31 | +19 |
|  | 2.   | Peterhead       | 60 | 36 | 16 | 12 | 8  | 58 | 39 | +19 |
|  | 3.   | Spartans        | 58 | 36 | 15 | 13 | 8  | 53 | 43 | +10 |
|  | 4.   | Dumbarton       | 57 | 36 | 16 | 9  | 11 | 56 | 44 | +12 |
|  | 5.   | East Fife       | 44 | 36 | 11 | 11 | 14 | 46 | 47 | −1  |
|  | 6.   | Forfar Athletic | 42 | 36 | 9  | 15 | 12 | 38 | 45 | −7  |
|  | 7.   | Elgin City      | 40 | 36 | 10 | 10 | 16 | 35 | 59 | −24 |
|  | 8.   | Bonnyrigg Rose  | 39 | 36 | 9  | 12 | 15 | 47 | 48 | −1  |
|  | 9.   | Clyde           | 38 | 36 | 9  | 11 | 16 | 46 | 58 | −12 |
|  | 10.  | Stranraer       | 36 | 36 | 9  | 9  | 18 | 38 | 53 | −15 |

Legenda:

      Campione di League Two e promossa in League One
      Ammesse ai play-off per la League One
      Ammessa ai play-out
Note:

Tre punti a vittoria, uno a pareggio, zero a sconfitta.

## Play-off
Ai play-off partecipano la 2ª, 3ª e 4ª classificata della League Two (Peterhead, Spartans, Dumbarton) e la 9ª classificata della League One 2023-2024 (Stirling Albion).

### Semifinali
| Squadra 1 | Totale | Squadra 2       | Andata | Ritorno |
| --------- | ------ | --------------- | ------ | ------- |
| Dumbarton | 2 – 1  | Stirling Albion | 2 – 1  | 0 – 0   |
| Spartans  | 7 – 2  | Peterhead       | 2 – 1  | 5 – 1   |

### Finale
| Squadra 1 | Totale | Squadra 2 | Andata | Ritorno |
| --------- | ------ | --------- | ------ | ------- |
| Dumbarton | 4 – 3  | Spartans  | 2 – 1  | 2 – 2   |

## Play-out
Ai play-out partecipano la 10ª classificata della League Two (Stranraer), il campione della Highland Football League 2023-2024 (Buckie Thistle) e il campione della Lowland Football League 2023-2024 (East Kilbride).

### Semifinale
| Squadra 1     | Totale | Squadra 2      | Andata | Ritorno |
| ------------- | ------ | -------------- | ------ | ------- |
| East Kilbride | w/o    | Buckie Thistle | –      | –       |

### Finale
| Squadra 1     | Totale | Squadra 2 | Andata | Ritorno |
| ------------- | ------ | --------- | ------ | ------- |
| East Kilbride | 3 – 5  | Stranraer | 2 – 2  | 1 – 3   |